# Адамо, Марк
Марк Адамо (англ. Mark Adamo, род. 1962, Филадельфия, США) — американский композитор итальянского происхождения. Уроженец Уиллингборо, штат Нью-Джерси , Адамо учился в средней школе Святого Креста (Holy Cross Academy). Автор двух опер — «Маленькие женщины» (1998, по одноимённому роману Луизы Олкотт) и «Лисистрата, или Обнажённая Богиня» (2005, по комедии Аристофана).
Марк Адамо открытый гей, он проживает вместе со своим партнёром, композитором Джоном Корильяно, в Нью-Йорке уже 14 лет.